# فریزاک
شهر فریزاکدر ایالت برندنبورگ در کشور آلمان واقع شده‌است.